# Seiko (アルバム)
『Seiko』（セイコ）は、″Seiko″ 名義でリリースされた松田聖子の通算17枚目となるオリジナル・アルバム。1990年6月7日発売。発売元はCBS/SONY RECORDS。

## 概要
″Seiko″ 名義のワールドリリース・デビューアルバム。シングル「All the way to Heaven」、「THE RIGHT COMBINATION」、「who's that boy」を含むユーロビート調ポップス色の強い作品となった。グロリア・エステファン、ジョン・セカダ、ニュー・キッズ・オン・ザ・ブロック等が曲作りやコーラスで参加している。国内盤CDのライナーノーツは湯川れい子が担当している。
M-4「The Right Combination」は、ニュー・キッズ・オン・ザ・ブロックのドニー・ウォルバーグとのデュエット・ナンバー。M-10「Try Gettin' Over You」は1985年8月発売のアルバム『SOUND OF MY HEART』収録曲の新録バージョン。
アルバムの制作費は5000万円弱。ミュージック・ビデオ2本の制作費は3000万円。
当時のCBS・ソニーにおける国内制作アルバムCDの定価は2800円（税抜価格2718円）であったが、本アルバムは規格番号に関しては邦楽の「CSCL」を使用の上で、価格は洋楽扱いの2300円（税抜価格2233円）であったためかレーベルも標準仕様となり、パッケージも通常のプラスチックケースである。
当時の一部洋楽アルバムはCDを2倍サイズに縦長の紙箱に入れて販売しており、本作も紙箱入りの輸入盤が一部の輸入CD取扱店にて販売された。

## セールス・批評
採算分岐点はアルバム売上30万枚だった。結果としてアルバム売上は日本で30万枚、北米・欧州などで15万枚、東南アジアで7万枚に達した（ソニー・ミュージックエンタテインメント専務（当時）・稲垣博司）。

上記の通り商業的には成功した作品といえるが、『メロディ・メイカー』誌（1990年9月15日付）でのアルバム評は以下のように辛辣なものであった。
| 「 | 聖子の声は金切り声で、おまけにかわいこぶっている。この声の前ではソニアがまるでジョン・リー・フッカーのように聞こえてしまうほどだ。 | 」 |

## 収録曲

### CD
| #         | タイトル                    | 作詞・作曲                                 | 編曲                                        | 時間  |
| --------- | --------------------------- | ------------------------------------------ | ------------------------------------------- | ----- |
| 1.        | 「All The Way To Heaven」   | Michael Jay, Michael Cruz                  | Michael Jay, Michael Cruz                   | 3:40  |
| 2.        | 「He's So Good To Me」      | Irmgard Klarmann, Felix Weber              | Maurice Starr                               | 4:14  |
| 3.        | 「Leave It Up To Fate」     | Jon Secada, Willy Perez-Feria, Bill Duncan | Willy Prez-Feria, Bill Duncan, Randy Barlow | 3:40  |
| 4.        | 「The Right Combination」   | Michael Jay, Michael Cruz                  | Maurice Starr                               | 4:26  |
| 5.        | 「Goodbye My Baby」         | Gloria Estefan, Teddy Mulet                | Emilio Estefan, Jorge Casas, Clay Ostwald   | 4:00  |
| 6.        | 「Who's That Boy」          | Randy Goodrum, Glen Ballard                | Ed Terry, Jelly Bean                        | 4:04  |
| 7.        | 「With Your Love」          | Maurice Starr                              | Maurice Starr                               | 4:20  |
| 8.        | 「Everybody Feels Alright」 | Michael Morejon                            | Emilio Estefan, Jorge Casas, Clay Ostwald   | 3:23  |
| 9.        | 「Halfway To Heaven」       | Tom Whitlock, Giorgio Moroder              | Giorgio Moroder                             | 3:38  |
| 10.       | 「Try Gettin' Over You」    | Michael Bolton, Doug James                 | Eric Rehl (Keyboard Arranger)               | 4:44  |
| 合計時間: | 合計時間:                   | 合計時間:                                  | 合計時間:                                   | 40:22 |